# Martín Bravo
Martín Iván Bravo (Santa Fe, 19 settembre 1986) è un ex calciatore argentino, di ruolo attaccante.

## Caratteristiche tecniche
Col tempo ha affinato la sua propensione al goal. Il suo piede preferito è il mancino.

## Carriera

### Argentina
Cresciuto nel quartiere Hipódromo di Santa Fe, entra nelle giovanili del Colón, la squadra della sua città. Qui esordisce nel massimo campionato argentino il 13 febbraio 2005, durante la partita persa per 2-3 contro il River Plate, subentrando all'87º al colombiano Giovanni Hernández.
Faticando a trovare spazio nel Colón e lamentando il poco affidamento che nel club si fa sui giovani della cantera, per il torneo di apertura 2007 passa al San Martín, anch'esso in Primera División, in prestito con diritto di riscatto definitivo per 850.000 dollari. Nel nuovo club stenta inizialmente ad imporsi, anche a causa di problemi fisici, e scende in campo solamente in 3 partite ad inizio torneo, ma nel clausura è finalmente titolare e gioca tutte le partite. Segna alla prima giornata contro l'Argentinos Juniors, poi va in rete addirittura in 6 partite consecutivamente innalzandosi in testa alla classifica dei cannonieri, permettendo alla squadra di ottenere una serie di tre vittorie di fila e avvicinandosi ai primi posti della classifica. Verso la metà del torneo però la squadra subisce un drastico calo, perdendo tutte le restanti 10 partite meno la penultima contro il Rosario Central e terminando con la retrocessione, e questo si riflette anche sul rendimento di Bravo, che trova la via del goal solo in altre due circostanze. Chiude il torneo con 19 presenze e 9 goal, un bottino che attira l'interesse di numerose società argentine ed anche messicane. Il club nel mese di marzo aveva annunciato che il giocatore sarebbe stato riscattato a fine campionato, ma in realtà, a causa della retrocessione e delle conseguenti difficoltà nel reperire il denaro necessario, l'opzione di riscatto non viene esercitata e Bravo torna al Colón.

### Messico

#### Disputa sul trasferimento
In scadenza di contratto con il club santafesino e contando di non rientrare ancora nei piani della squadra, decide di non rinnovare il contratto scaduto il 30 giugno e sigla un accordo con i messicani dei Pumas. Il Colón però dichiara che il giocatore ha intenzionalmente rescisso il suo contratto con la società per accasarsi in Messico, e il trasferimento viene inizialmente bloccato dalla Federazione calcistica argentina che non concede il transfer. Il giocatore è così costretto a saltare la prima parte del campionato di apertura 2008. Scaduti però i 30 giorni validi per l'AFA per presentare ricorso alla FIFA riguardo al trasferimento, il giocatore è libero di scendere in campo con la nuova maglia. Ciononostante, a distanza di più di un anno dal trasferimento, il Colón chiede nuovamente alla FIFA di invalidare il contratto del giocatore, richiedendo anche un risarcimento di 1,25 milioni di dollari e un blocco al mercato dei Pumas per un anno, ma la richiesta non viene ascoltata dal massimo organo mondiale del calcio e la vicenda si conclude a favore del giocatore.

#### Coi Pumas
Impossibilitato a giocare nelle prime giornate del torneo per il contenzioso con il precedente club, il suo esordio è rimandato al 16 di settembre del 2008, scendendo in campo dal primo minuto nella partita di Concachampions contro il San Francisco FC. Da poco in Messico, è stato inizialmente ospitato nel Natale del 2008 dal paraguagio Salvador Cabañas.
L'avventura con la sua nuova squadra inizia male, in quanto al 44' l'arbitro lo espelle per un fallo di reazione (una gomitata nel petto) sul panamense Temis Pérez, che precedentemente lo avevo tirato per i capelli. Saltata quindi per squalifica la seconda giornata del girone, al terzo incontro parte da riserva ed entra a 13 minuti dal termine per Juan Francisco Palencia nello spettacolare pareggio casalingo 4-4 con lo Houston Dynamo. Successivamente nella competizione viene schierato da titolare, e riesce ad andare in goal per la prima volta con la maglia dei Pumas nella partita di ritorno contro il Luis Ángel Firpo e contro il San Francisco.
In campionato debutta alla nona giornata contro il San Luis, sostituendo David Toledo al 69º, nella partita che i Pumas perdono per 0-1, rimediando un'ammonizione. L'argentino tuttavia fatica ad imporsi, ostacolato anche da un'operazione per appendicite, e in campionato scende in campo solo altre tre volte nelle successive giornate, accumulando un totale di 4 presenze (73 minuti complessivi) senza segnare goal. Nel torneo di clausura però la musica cambia per lui, e diventa un elemento fondamentale della squadra giocando quasi tutte le partite da titolare. Segna il primo goal in campionato alla seconda giornata contro il Necaxa dando la vittoria alla sua squadra, poi viene espulso alla terza giornata contro il Toluca per un fallo su Martín Romagnoli. Al rientro va in goal contro il Pachuca e segna la sua prima doppietta nella partita vinta 2-1 contro l'Atlante alla decima giornata. Segna ancora contro Cruz Azul e Puebla, poi realizza un goal fondamentale per il torneo dei Pumas nella semifinale di andata della Liguilla contro il Puebla, dopo essere subentrato a Palencia. I Pumas erano sotto di un goal, ma Bravo mette a segno il goal dell'1-1 che dà il via alla rimonta completata nei minuti di recupero con Marco Antonio Palacios. Il ritorno finisce 1-2 per il Puebla, ma in virtù del miglior piazzamento in campionato l'equipo universitario accede alla finale, dove trionfa sul Pachuca conquistando il suo sesto titolo nazionale. Nelle due finali Bravo gioca solo alcuni minuti nel secondo tempo. A fine stagione le presenze sono 21, con 7 goal.
Nella stagione successiva, disputa 4 partite della Concachampions, tra cui il quarto di finale di ritorno contro il Marathón vinto per 6-1, in cui realizza il goal del 4-0 su assist di Palencia. La squadra viene eliminata in semifinale dal Cruz Azul.
In campionato invece è ancora titolare, ma la squadra ha un rendimento inferiore e non riesce a qualificarsi alla fase finale. Anche Bravo non segna quanto il torneo precedente e conclude con 15 presenze e 2 goal segnati a Pachuca ed América, più un assist a Jehu Chiapas per l'1-1 definitivo nella partita contro i Chivas. Nel clausura invece, dopo un avvio stentato nelle prime 5 giornate, alla sesta contro i Gallos Blancos si sblocca fornendo un assist e siglando un goal, e va in rete anche nelle 4 partite seguenti, contro Atlante, Pachuca e Puebla, partita nella quale effettua anche due assist per Pablo Barrera e Jehu Chiapas. Non trova il goal fino alla 16ª giornata, quando mette a segno il 2-0 nel finale di Pumas-Morelia. La squadra è eliminata nei quarti della Liguilla dal Santos Laguna.
Nell'estate 2010 gioca la SuperLiga, in cui i Pumas vengono eliminati al primo turno per le sconfitte contro New England Revolution e Chicago Fire (entrambe 1-0) e il solo pareggio contro il Morelia, terminando il girone all'ultimo posto. Bravo entra nell'intervallo della partita contro il NE al posto di Jehu Chiapas, poi gioca da titolare le altre due, ma non trova il goal. In campionato parte titolare, ma si infortuna alla coscia all'inizio della partita contro il Santos Laguna e salta le successive tre giornate. Al rientro viene fatto partire dalla panchina per le prime tre giornate; nell'ultima di queste, contro l'Estudiantes, firma uno dei goal che permettono ai Pumas di rimontare il 2-0 del primo tempo e da lì in poi viene sempre mandato in campo dall'inizio fino alla fine del torneo. Alla giornata successiva segna entrambi i goal della sua squadra nel pareggio casalingo con l'Atlante, e va in rete anche nella vittoria interna 1-0 contro i Jaguares. Inoltre nel ritorno del quarto di finale contro il Cruz Azul segna un goal importantissimo ad inizio partita, perché permette ai Pumas di rovesciare l'1-2 dell'andata imponendosi per 0-2 sul campo della Máquina. La squadra viene però eliminata in semifinale dal Monterrey. In totale somma 18 partite e 5 reti.
Nel torneo di clausura è uno dei protagonisti della vittoria della squadra, giocando tutte e 23 le partite e segnando 5 goal, quasi sempre decisivi. Comincia a fare la differenza con l'assist alla terza giornata per Juan Carlos Cacho nel 3-3 esterno col Cruz Azul, poi segna uno dei goal nella vittoria per 3-2 contro il Monterrey nella giornata successiva e si ripete alla settima contro il San Luis. Due settimane dopo realizza una doppietta contro l'Atlante, suo bersaglio preferito, dando la vittoria alla sua squadra (0-2), mentre alla quindicesima giornata serve l'assist del 2-0 a Palencia nella larga vittoria interna per 3-0 contro i Gallos Blancos. Ma il suo goal più importante è quello all'andata dei quarti di Liguilla contro il Monterrey: la squadra è sotto 3-0, e grazie al suo goal messo a segno al 69º minuto, passerà il turno andando a vincere in casa per 2-0. In semifinale i Pumas hanno ragione dei Chivas nel doppio confronto pareggiato all'andata 1-1 e vinto in casa per 2-0, e riuscirà poi a vincere il torneo battendo il Morelia per un risultato globale di 3-2.
Il 25 giugno 2011 rinnova per un anno il contratto con i Pumas. Sempre nel 2011, in un'intervista ha criticato il suo primo tecnico nei Pumas Ricardo Ferretti (col quale aveva vinto il clausura 2009), affermando che con lui aveva poca libertà di movimento in campo e facendo intendere di considerare scarse le competenze calcistiche del Tuca. Quest'ultimo, nel frattempo vincitore dell'apertura 2011 con i Tigres, ha risposto ironicamente dicendo che «Martín Bravo è una stella, uno dei più grandi giocatori del Messico e quindi ha il diritto di criticare chiunque e senza dubbio ha ragione se dice che io sono un asino».
Il torneo di clausura comincia bene per lui, visto che risulta il migliore uomo per la sua squadra già alla prima giornata contro il San Luis, rendendosi spesso pericoloso senza però riuscire ad evitare la sconfitta della propria squadra per 1-0. Alla seconda giornata contro il Morelia dapprima dà il via all'azione che porta in goal Juan Carlos Cacho, poi, servito da quest'ultimo, mette a segno la rete del 2-0 (la partita si conclude poi 3-0). Con la crisi patita dalla squadra a metà torneo, anche le sue prestazioni calano. Quando trova la giornata giusta però la squadra torna a girare, come alla 9ª giornata in casa del Deportivo Toluca: Bravo serve il cross che permette a Velarde di portare in vantaggio i Pumas e nel secondo tempo imperversa con i suoi rapidi contropiede. Due giornate dopo si procura il rigore (per fallo di Erik Pimentel) con cui Cacho pareggia il conto contro l'América, ma poi i padroni di casa riescono a vincere la partita 2-1. Alla terzultima, in casa dell'Atlante, è una sua giocata a permettere ai Pumas di passare definitivamente in vantaggio con goal di Carlos Orrantia.

## Statistiche

### Presenze e reti nei club
Statistiche aggiornate al 17 febbraio 2012.
| Stagione          | Squadra           | Campionato        | Campionato | Campionato | Coppe nazionali | Coppe nazionali | Coppe nazionali | Coppe continentali | Coppe continentali | Coppe continentali | Totale | Totale |
| Stagione          | Squadra           | Comp              | Pres       | Reti       | Comp            | Pres            | Reti            | Comp               | Pres               | Reti               | Pres   | Reti   |
| ----------------- | ----------------- | ----------------- | ---------- | ---------- | --------------- | --------------- | --------------- | ------------------ | ------------------ | ------------------ | ------ | ------ |
| 2004-2005         | Colón             | PD                | 1          | 0          | -               | -               | -               | -                  | -                  | -                  | 1      | 0      |
| 2005-2006         | Colón             | PD                | 1          | 0          | -               | -               | -               | -                  | -                  | -                  | 1      | 0      |
| 2006-2007         | Colón             | PD                | 11         | 0          | -               | -               | -               | -                  | -                  | -                  | 11     | 0      |
| Totale Colón      | Totale Colón      | Totale Colón      | 13         | 0          |                 | -               | -               |                    | -                  | -                  | 13     | 0      |
| 2007-2008         | San Martín        | PD                | 22         | 9          | -               | -               | -               | -                  | -                  | -                  | 22     | 9      |
| Totale San Martín | Totale San Martín | Totale San Martín | 22         | 9          |                 | -               | -               |                    | -                  | -                  | 22     | 9      |
| 2008-2009         | Pumas             | PD                | 25         | 7          | -               | -               | -               | CCL                | 5                  | 2                  | 30     | 9      |
| 2009-2010         | Pumas             | PD                | 32         | 7          | -               | -               | -               | CCL                | 4                  | 1                  | 36     | 8      |
| 2010-2011         | Pumas             | PD                | 41         | 10         | -               | -               | -               | SL                 | 3                  | 0                  | 44     | 10     |
| 2011-2012         | Pumas             | PD                | 23         | 5          | -               | -               | -               | CCL                | 5                  | 3                  | 14     | 2      |
| Totale Pumas      | Totale Pumas      | Totale Pumas      | 121        | 29         |                 | -               | -               |                    | 17                 | 6                  | 138    | 35     |
| Totale            | Totale            | Totale            | 156        | 38         |                 | -               | -               |                    | 17                 | 6                  | 173    | 44     |

## Palmarès
- Campionato messicano: 2

Pumas: Clausura 2009, Clausura 2011